# Стефанов Олег Дмитрович
Оле́г Дми́трович Стефа́нов (театральний псевдонім — Олег Стефан; нар. 28 лютого 1965, Кілія, Одеська область) — український актор, педагог, Лауреат Національної премії України імені Тараса Шевченка (2006), Заслужений артист України (2019).

## Життєпис
Закінчив Харківський державний інститут мистецтв імені Івана Котляревського у 1989 році (курс Олександра Біляцького).
У 1987—1990 та 1991—1996 працював у Харківському академічному драматичному театрі імені Тараса Шевченка.
У 1995—1996 роках викладав у Харківському інституті мистецтв імені Івана Котляревського. Виставу «Мина Мазайло», дипломну роботу в інституті, побачив Володимир Кучинський, та запросив долучитися до щойно організованої Театр-студії, який в подальшому став Львівським академічним театром ім. Леся Курбаса. У період 1990—1991 та з 1996-2019 — Олег Стефан є актором цього театру. У 1998—1999 роках викладає у студії при театрі ім. Леся Курбаса.
У липні 1991 року в рамках проекту «Слов'янський пілігрим» проходив стажування у Workcenter of Jerzy Grotowski (Понтедера, Італія).
У 2005—2009 роках — доцент кафедри театрознавства та акторської майстерності Львівського національного університету імені Івана Франка. З 2012 по 2017 роки — художній керівник курсу акторської майстерності на факультеті культури і мистецтв Львівського національного університету імені Івана Франка.
З сезону 2019/2020 — актор Київського академічного театру драми і комедії на лівому березі Дніпра.
Багаторазовий учасник міжнародних театральних фестивалів в Україні, Італії, Молдові, Македонії, Румунії, Польщі, Німеччині, Єгипті.

## Доробок

### Ролі у театрі
Харківський академічний український драматичний театр імені Тараса Шевченка
- 1988 — «Зірки на ранковому небі» Олександра Галина — Олександр
- 1989 — «Мина Мазайло» за п'єсою Миколи Куліша — Мокій, Тьотя Мотя
- 1992 — «За двома зайцями» за п'єсою Михайла Старицького — Голохвастов
- 1993 — «Гроші» Івана Карпенка-Карого — Бонавентура
- 1995 — «Сни Крістіана» за Гансом Крістіаном Андерсеном — Мефісто, Пан Блаке
- 1996 — «Три сестри» за п'єсою Антона Чехова — Миколай Львович Тузенбах
- 1996 — «Пригвожденні» Володимира Винниченка — Родіон

Львівський академічний театр імені Леся Курбаса
- Хуса, Юда («Апокрифи» за Лесею Українкою, 1996 р., реж. Володимир Кучинський);
- Трофимов («Садок вишневий» за А. Чеховим, 1996 р., реж. Володимир Кучинський);
- Марко («Марко Проклятий, або Східна легенда» за поезіями В. Стуса, 2001 р., реж. Володимир Кучинський);
- Сократ («Хвала Еросу» за Платоном, 2002 р., реж. Володимир Кучинський);
- Дон Жуан («Дон Жуан» за Лесею Українкою 2002, р., реж. Володимир Кучинський);
- Владімір («Чекаючи на Годо» за Семюелем Беккетом, 2006 р., реж. Олексій Кравчук).
- Дядько Лев («Лісова пісня» за Лесею Українкою, 2011 р., реж. Андрій Приходько)
- Сер Тобі «…П'єса Шекспіра „12 ніч“ зіграна акторами далекої від Англії країни, що і не знали ніколи слів Шекспіра…» за КЛІМом, 2014 р., реж. Євген Худзик).
- Стальський «Перехресні стежки» за Іваном Франком, 2018 р., реж. Іван Уривський).

Національний академічний український драматичний театр імені Марії Заньковецької
- 1999, 14 грудня — «Загадкові варіації» за однойменною п'єсою Еріка Еммануеля Шмітта; реж. Вадим Сікорський — Ерік Ларсен[3]
- 2024, 19 травня — «Буря» за однойменною п'єсою Вільяма Шекспіра; реж. Оксана Дмітрієва — Просперо[4]

Київський академічний театр драми і комедії на лівому березі Дніпра
- 2019, 14 жовтня — «Альбатроси» за п'єсою «З життя корисних копалин» Фредеріка Строппеля; реж. Стас Жирков — Мелвін / Самуїл
- 2019, 14 грудня — «Сімейний альбом / Album di Famiglia» М. Спіацці; реж. Маттео Сп'яцці (Італія) — Бабуся
- 2021, 25 вересня — «Батько» за однойменною п'єсою[en] Флоріана Зеллера[en]; реж. Стас Жирков[5][6]
- 2021, 11 листопада — «Одіссею, повертайся додому» Павла Ар'є за мотивами історії про Одіссея; реж. Євген Корняг (Білорусь)[7]
- 2023, 6 травня — «Намалюй мені літак» Еріка-Емманюеля Шмітта; реж. Михайло Урицький — Вернер фон Бреслау[8]
- 2025, 15 березня — «Король Лір» за п'єсою Вільяма Шекспіра; реж. Дмитро Захоженко[9][10]

Грав також в інших театрах
- 2015, 20 лютого — «Баба» за п'єсою «На початку і наприкінці часів» Павла Ар'є; реж. Олексій Кравчук — Баба Пріся (Львівський академічний драматичний театр імені Лесі Українки)
- 2020, 24 вересня — «Мудак» Андрія Бондаренка; реж. Тетяна Губрій (Київський академічний театр «Золоті ворота»)[11][12]

### Фільмографія
- 2013 — «Такі красиві люди» — Кирило
- 2017 — «Червоний» — Ворон, бойовик УПА
- 2019 — «Гуцулка Ксеня» — Іван Синиця, власник і директор готелю «Оселя Говерла»
- 2019 — «Захар Беркут» — Левко
- 2023 — «Мирний-21» — Сергій
- 2024 — «Моя війна і я»

## Нагороди
- Лауреат міжнародної премії України імені Йосипа Гірняка (2001).
- Лауреат Національної премії України імені Тараса Шевченка як актор у виставах за творами Платона, Г. Сковороди, В. Стуса у Львівському театрі ім. Леся Курбаса (2006)
- Ювілейна медаль «20 років незалежності України» (2011)
- Заслужений артист України (26 березня 2019) — за вагомий особистий внесок у розвиток національної культури і театрального мистецтва, значні творчі здобутки та високу професійну майстерність[13]